# Derek Roddy
Derek Roddy (ur. 28 sierpnia 1972 w Karolinie Południowej) – amerykański muzyk, kompozytor i multiinstrumentalista, znany głównie jako perkusista. Roddy współpracował z takimi grupami muzycznymi jak Aurora Borealis, Council Of The Fallen, Divine Empire, Hate Eternal, Malevolent Creation, Nile, Today Is The Day czy Traumedy. Od 2007 roku tworzy w ramach solowego projektu pod nazwą Serpent's Rise.
W 2011 roku brał udział w przesłuchaniach na stanowisko perkusisty w amerykańskim zespole progmetalowym Dream Theater. Muzyk gra na bębnach firmy DW, talerzach perkusyjnych Meinl oraz naciągach Remo.

## Instrumentarium
| Bębny DW Collector's Series Maple: Natural to Regal Burst over Ivory Ebony Exotic - 20" x 15" Kick Drum (x2) - 10" x 8" Tom - 12" x 8" Tom - 8" x 8" Tom - 14" x 14" Floor Tom - 16" x 16" Floor Tom - 10" x 5" Snare - 13" x 5" Snare - 14" x 6.5" Collector's Bronze Snare Pałki perkusyjne - Vater 5B Wood Tip Osprzęt - Axis A21 Derek Roddy Signature Pedals |  | Talerze firmy Meinl - 8" Soundcaster Custom Splash - 10" Soundcaster Custom Splash - 20" Mb20 Rock China - 13" Byzance Brilliant Fast Hi-hats - 16" Generation X Filter Chinas - 17" Soundcaster Custom Medium Crash - 16" Soundcaster Custom Medium Crashes - 12" Generation X Filter China - 10" Generation X Filter China - 18" Mb20 Rock China - 22" Byzance Dark Spectrum Ride - 18" Soundcaster Custom Medium Crash - 10" Byzance Traditional Medium Hi-hat |

## Dyskografia
| - Malevolent Creation - In Cold Blood (1997) - Gothic Outcasts - Sights Unseen (1997) - Divine Empire - Redemption (1998) - Aurora Borealis - Praise The Archaic Light's Embrace (1998) - Nile - Black Seeds of Vengeance (2000) - Aurora Borealis - Northern Lights (2000) - Pessimist - Slaughtering The Faithful (2002) | - Hate Eternal - King Of All Kings (2002) - Internecine - The Book of Lambs (2002) - Council of the Fallen - Revealing Damnation (2002) - Hate Eternal - I, Monarch (2005) - Today Is The Day - Axis of Eden (2007) - Derek Roddy - Blast Beats Evolved (2009, DVD) - Derek Roddy - Playing with your Drums (2012, DVD) |

## Książki
- Derek Roddy - The Evolution of Blast Beats, Hudson Music, 2007, ISBN 978-1-4234-6016-9